# The Exiles
The Exiles is een Amerikaanse film uit 1961 geregisseerd door Kent MacKenzie. De film laat het dagelijkse bestaan zien van een groep jonge indianen. Hoewel de film eigenlijk al klaar was in 1958 duurde het drie jaar voordat hij uiteindelijk werd uitgebracht. De film werd in 2009 opgenomen in het National Film Registry.

## Rolverdeling
| Acteur             | Personage               |
| ------------------ | ----------------------- |
| Yvonne Williams    |                         |
| Homer Nish         |                         |
| Tommy Reynolds     |                         |
| Rico Rodrigues     |                         |
| Clifford Ray Sam   |                         |
| Clydean Parker     |                         |
| Mary Donahue       |                         |
| Eddie Sunrise      | zanger Hill X           |
| Jacinto Valenzuela |                         |
| Ann Amiador        | dienster in The Ritz    |
| Delos Yellow Eagle |                         |
| Louis Irwin        |                         |
| Norman St. Pierre  |                         |
| Marilyn Lewis      | Yvonne's vriend         |
| Bob Lemoyne        |                         |
| Ernest Marden      |                         |
| Frankie Red Elk    |                         |
| Chris Surefoot     |                         |
| Sedrick Second     |                         |
| Leonard Postock    |                         |
| Eugene Pablo       |                         |
| Matthew Pablo      |                         |
| Sarah Mazy         |                         |
| Gloria Muti        |                         |
| Arthur Madrull     | man die wordt gescheerd |
| Ted Guardipee      |                         |
| Ned Casey          |                         |
| Jay Robidaux       |                         |
| I. J. Walker       |                         |
| Julia Escalanti    | Rico's vrouw            |
| Danny Escalanti    | jongen                  |
| Della Escalanti    |                         |
| Tony Fierro        |                         |